# Історія Нікарагуа
Нікарагуа — одна з держав Центральної Америки. Її історія та культура близька до інших країн цього регіону. В доіспанський період вона зазнала впливу культур Месоамерики. Іспанський колоніяльний період теж наклав великий відбиток на неї.

## Давні часи

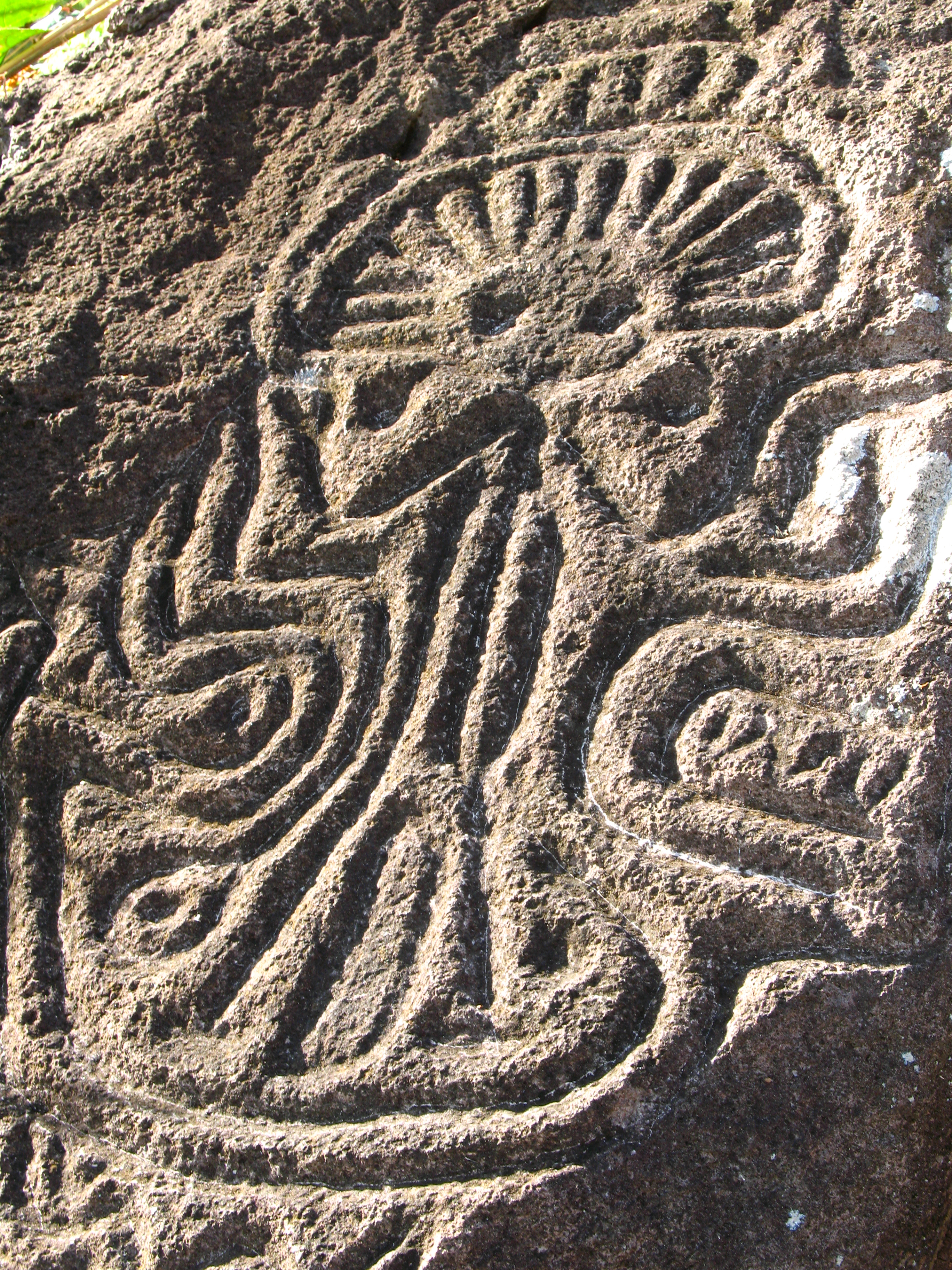
Давній петрогліф на острові Ометепе

Першими мешканцями країни були палеоіндіанці. Перші сліди перебування людини на території Нікарагуа археологи відносять до 4—3 тис. до н. е. Найдавніше встановлене наукою населення Нікарагуа — представники чибчської мовної сім'ї та близькі до неї. Близько 2000 р. до н. е. більшу частину території сучасної Нікарагуа заселили індіанці місумальпанської мовної сім'ї (сучасні міскіто, сумо), відтіснивши чібча на південь. В 6—10 столітті на захід Нікарагуа почали мігрувати мешканці з території сучасної Мексики. Це були індіанці мовної групи отомі-манге та науатль. У період бл. 800—1524 рр. вони створили на західному узбережжі країни цивілізацію, близьку до культур Месоамерики.

## Колоніальний період
Нікарагуа була відкрита Колумбом у 1502 році під час його останньої подорожі до Америки, але досліджена була лише Гонзалесом Давілою, що досягли озера Нікарагуа. Місцеві індіанці дружньо прийняли Давілу, але незабаром в країну вторглися зграї іспанських переселенців, які несли з собою вогонь і меч. Завоювання іспанцями почалось у 1522 році. Боротьба велася як між іспанцями і тубільцями, так і між різними загонами завойовників. У 1524 році конкістадор Франсіско Ернандес де Кордоба заснував перші іспанські поселення — Гранада на озері Нікарагуа та Леон на озері Манагуа.
Іспанія визнала Нікарагуа своєю колонією, але не зуміла встановити там порядок: призначені нею губернатори грабували країну, гнобили іспанських переселенців, викликали повстання, самі повставали проти метрополії, вбивали один одного. У цій боротьбі стара культура Нікарагуа, досить висока, хоча значно поступалася мексиканській, зникла. Свідчать про неї досить численні вцілілі храми і колосальні статуї богів.

## Перехід до незалежності
У 1821 р., в ході війни за незалежність іспанських колоній в Америці територія Нікарагуа увійшла до складу Мексики. У 1823—1838 — Нікарагуа перебувало у складі Сполучених провінцій Центральної Америки. З п'яти маленьких держав Нікарагуа відрізнялося від них кількістю і запеклістю своїх революцій. Всередині неї існували сильні відцентрові прагнення, що живились суперництвом між містами Леоном і Гранадою — в першому з них панували демократи, у другому — клерикали і аристократи. 30 квітня 1838 року було проголошено незалежність Нікарагуа.

## 19 століття

Історичний прапор Нікарагуа

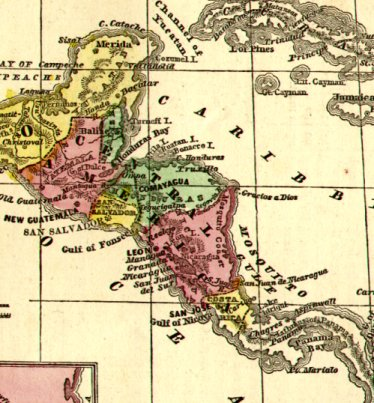
Мапа Центральної Америки (1860-і роки). Позначення Нікарагуа разом з провінцією Гуанакасте, яка тоді належала Нікарагуа, але була включена до складу Коста-Рики в 1825 році

Прагнення британців захопити Москітовий берег мало не призвів до війни. У 1848 році індіанцями міскіто за підтримки англійців захопили порт Грейтаун (нині Сан-Хуан-дель-Норте), що викликав великий ажіотаж у США. Все ж підписання договору Клейтон-Булвера у 1850 році обидві держави зобов'язалися припинити колонізацію територій Центральної Америки. В 1854 році спалахнула демократична революція. На допомогу революціонерам прибув загін добровольців з Північної Америки, під проводом полковника Волкера, що захопив Гранаду та був обраний президентом республіки. Управління його славилося жорстокістю та свавіллям. Він був визнаний Сполученими Штатами, але в 1856 році центрально-американські держави оголосили йому війну, що закінчилася їх перемогою. У 1858 столицею Нікарагуа стала Манагуа. Волкера було скинуто, а потім у 1860 році після спроби реставрувати владу він був розстріляний. На його місце був обраний президентом генерал Мартінес. У 1859 році Велика Британія змушена була передати протекторат до складу Гондурасу. Такі кроки викликали серйозні обурення індіанців, які невдовзі після цього повстали, і 28 січня 1860 року Англія і Нікарагуа уклали договір Манагуа, згідно якого Нікарагуа отримала сюзеренітет над усім узбережжям Карибського моря від мису Грасьяс-а-Дьос до Грейтаун та надали автономію індіанцям на правах резервації Москіто (англ. Mosquito Reserve). Вождь місцевих племен погодився на такі умови, які фактично зберігали його владу. Також згідно угоди вождь мав отримувати щорічну субвенцію в розмірі однієї тисячі фунтів стерлінгів до 1870 року. Однак після його смерті в 1864 році Нікарагуа відмовилася визнати його наступника. Проте резервацією продовжував керувати обраний вождь за допомогою адміністративної ради, засідання якого проходили в місті Блуфілдс. У 1880 році питання було винесене на розгляд австрійського імператора Франца Йосифа I в рішенні якого наголошувалось, що сюзеренітет Нікарагуа обмежений їх правом самоврядування. 
Нові спроби об'єднання центрально-американських республік зроблені в наступні десятиліття всіма державами, за винятком Коста-Рики, не виявилися вдалішими, ніж в попередні роки. Останнім був договір про обов'язковий третейський суд між ними, укладений в 1889 році і порушений в 1893 році у війні між Нікарагуа та Гондурасом.
У тому ж році Нікарагуа стала ареною нової міжусобної війни — інсургенти бомбардували місто Манагуа, перемогли і скинули старий уряд. 1 лютого 1894 року Хосе Сантос Селайя офіційно став конституційним президентом. Майже після повної автономії Москіто протягом 14 років, індіанці добровільно відмовилися від своїх привілеїв, і 20 листопада 1894 року їх територія була офіційно включена до складу республіки Нікарагуа Хосе Сантосом Селайем (ісп. José Santos Zelaya). Колишній Москітовий берег став нікарагуанським департаментом Селайя (ісп. Zelaya).

## 20 століття

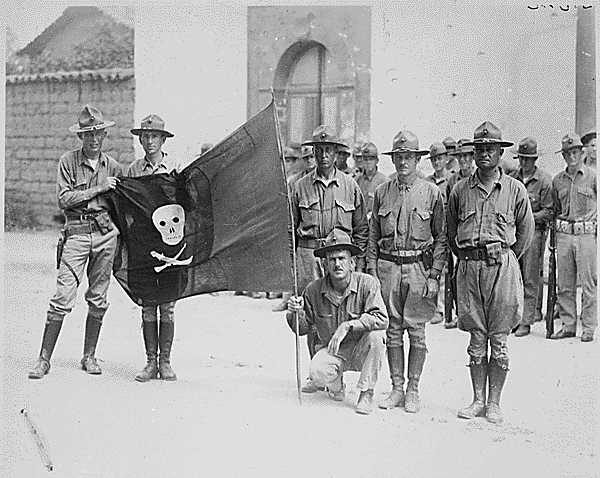
Американські військові хизуються трофейним прапором сандиністів

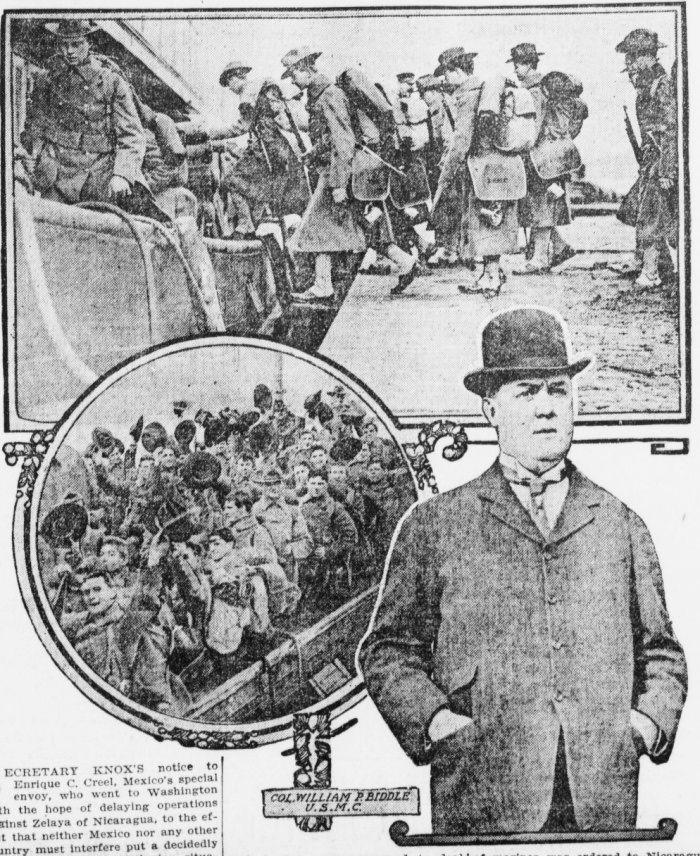
Американські морські піхотинці залишають Нью-Йорк в 1909 році для розміщення в Нікарагуа. На фоні військових фото очільник загону Вільям П. Біддле

У 1909 році Сполучені Штати надавали фінансову підтримку збройним силам під командуванням консерваторів, що повставали проти президента Селайя. Мотивами США слугували розбіжності щодо запропонованого будівництва Нікарагуанського каналу. У 1910 році Селайя пішов у відставку, а його місце зайняв  Адольфо Діас. У 1912 році на його прохання були розміщені військові бази США, в той час коли партизанські групи на чолі з Августо Сесар Сандіно виступали проти.
У 1926 році поміж лібералами та консерваторами, водночас і проти військових США, велася конституційна війна. Конфлікт підійшов до кінця після військового і дипломатичного втручання США. Хоча громадянська війна підійшла до кінця, ліберальний генерал Аугусто Сесара Сандіно відмовився скласти зброю і вів боротьбу проти уряду Нікарагуа і корпусу морської піхоти США до 1933 року.
У 1933 американські військові залишили країну, залишивши на чолі національної гвардії генерала Анастасіо Сомоса Гарсіа. У лютому 1934 року Аугусто Сандіно був розстріляний національною гвардією. У 1936 році Анастасіо Сомоза зайняв посаду президента. Його сім'я керуватиме державою до 1979 року. 21 вересня 1956 р. Рігоберто Лопес Перес скоїв замах на диктатора, вистріливши в груди Анастасіо Сомоси. Рігоберто був розстріляний охороною на місці, а Сомоса помер через 8 днів в американському шпиталі в Панамі. Його син Луїс Сомоса Дебайле продовжив шлях батька, ставши президентом і диктатором після його смерті.
З 1958 року в Нікарагуа почалися збройні виступи проти режиму, які посилилися у 1959—1960 роках, після перемоги Кубинської революції. У травні 1959 року, загін повстанців десантувався в Нікарагуа з кубинських літаків, проте наступного року Луїсу Сомосі, в основному вдалося ліквідувати партизанські угруповання. У 1960 році Карлос Фонсека і Сільвіо Майорга виступили зі зверненням «Короткий аналіз нікарагуанської народної боротьби проти диктатури Сомоси», в якому виклали свої погляди і приступили до пошуку однодумців. 17 квітня 1961 року, як крок у відповідь Луїс Сомоса дозволив США влаштувати в Нікарагуа тренувальну базу для кубинських емігрантів «контрас» і використовувати територію країни як плацдарм для вторгнення на Кубу (висадка у затоці Кочинос).
23 липня 1961 року в столиці Гондурасу під їх керівництвом радикально налаштовані нікарагуанські студенти-емігранти створюють «Фронт національного визволення», в цьому ж році в Гондурасі був створений тренувальний табір для підготовки партизан. У 1964 році було сформовано Сандиністський фронт національного визволення. В цьому ж році у в горах Ріо-Коко, військами Сомоси були розгромлені партизанські загони і в країні настало відносне затишшя, яке іноді переривалося рідкісними рейдами партизан з Гондурасу і експропріаціями, започаткованими сандиністами у відділеннях нікарагуанських банків.
У 1963 році, бажаючи «демократизувати» режим, Луїс Сомоса провів «президентські вибори», провівши в президенти Рене Шика Гуттьєреса, колишнього особистого секретаря свого батька — Анастасіо Сомоси. Сам Луїс Сомоса, фактично продовжував керувати країною. В результаті репресій і антипартизанських операцій, за його правління в Нікарагуа, за оцінними даними загинуло до 90 тис. чоловік.
В 1967 році після смерті Луїса Сомоса від серцевого нападу пост президента зайняв його брат Анастасіо Сомоса Дебайле. У серпні 1967 року в районі Панкасан в боях з урядовими силами загинули засновники СФНО Сільвіо Майорга і Рігоберто Крус, а також командири СФНО Отто Каско і Франсиско Морено. У 1977 році в країні почалися повномасштабні бойові дії.
У жовтні 1967 року Данієль Ортега взяв участь в здійсненні терористичного акту, в результаті якого був убитий один з керівників сомосівської «Національної гвардії» Лакайо. Ортега був арештований і протягом семи років знаходився у в'язниці «Тіпітапе», яка знаменита тим, що її ніхто не покидав живим. 30 грудня 1974 року він був звільнений в результаті збройної акції СФНЗ і виїхав на Кубу.
10 січня 1978 року, після вбивства гвардійцями головного редактора опозиційної газети «La Prensa» Педро Хоакіна Чаморро (його дружина, в майбутньому президент — Віолета Чаморро), в країні почалося збройне повстання, яке режим змушений був придушувати самостійно.
В кінці червня 1979 Пентагон привів 82-ю повітряно-десантну дивізію в стан підвищеної боєготовності, але справа тим і скінчилося.
17 липня 1979 року — сімейство Сомоси залишає країну. На виконання обов'язків президента вступив голова парламенту Франсіско Уркуйо. Він заявляє про намір залишатися на президентській посаді до 1981 року, але не зустрічає нічиєї підтримки. 19 липня в Манагуа вступили колони партизан «Сандіністського фронту національного звільнення» (СФНВ), загальне командування якими здійснював Даніель Ортега Сааведра. До влади прийшла урядова хунта національного відродження. В період з 1962 по 1979 роки в країні загинуло до 50 тисяч осіб; поранення отримали 80-110 тисяч никарагуанців, ще 150 тисяч покинули країну і стали емігрантами і біженцями. У країні було зруйновано 100 з 450 промислових підприємств, загальний збиток від бойових дій склав близько 1 млрд доларів США.
У 1979 році Ортега увійшов до складу найвищого органу законодавчої і виконавчої влади Нікарагуа — Керівної ради уряду Національного відродження, а з лютого 1981 року був його координатором. У листопаді 1984 року Данієль Ортега був обраний президентом Нікарагуа і офіційно обійняв цю посаду 10 січня 1985 року.
В 1980-1990-ті роки за підтримки урядів США, Аргентини та Гондурасу велась партизанську війну проти уряду Даніеля Ортеги, умовно названа «Контрас». Серед повстанців були як колишні діячі режиму А. Сомоси, так і люди, що розчарувалися в новому уряді Ортеги. Угрупування мали свої бази у сусідніх країнах Гондурасі та Коста-Риці. Уряд Ортеги, який проводив соціалістичні реформи, опинився на вістрі Холодної війни. В період після 1985 року чисельність сандіністської народної армії (з урахуванням територіальних формувань сандіністської народної міліції) збільшилася до 90-95 тис. осіб. Військову допомогу республіці надали СРСР і Куба. До 40 % чоловічого населення було озброєне і в тій чи іншій формі мобілізовано на збройний захист революційної влади.
Посилювалося втручання США в конфлікт. Вашингтон офіційно асигнував на військово-матеріальну допомогу контрас щорічно до 100 млн дол. Крім того, США додатково надавали підтримку контрас за неофіційними каналами.
У 1987 році нікарагуанськими лідерами був підписаний мирний договір, що був знову порушений у 1988 році. Після нових переговорів, що відбулися в 1989 році, почалася демобілізація повстанців і звільнення сомосівців. Загального лідера в контрасі не було. Найвпливовішою фігурою серед них вважається підполковник Енріке Бермудес, колишній військовий аташе у США. Після закінчення громадянської війни в 1990 р. Бермудес повернувся до Нікарагуа, але вже наступного року був убитий. У 1990 році на виборах переміг Союз національної опозиції, підтримувана США коаліція. Контрас припинили свою діяльність внаслідок політики національного примирення, початої після обрання на пост президента Нікарагуа  Віолети Барріос де Чаморро в 1990 р. За роки свого керування скасувала обов'язкову військову службу та лібералізувала економіку. Після завершення президентських повноважень в січні 1997 року припинила вести будь-яку  політичною діяльністю, живе в своєму будинку в Манагуа. У 1990—2006 роках на виборах перемагали правоцентристські сили.

## 21 століття

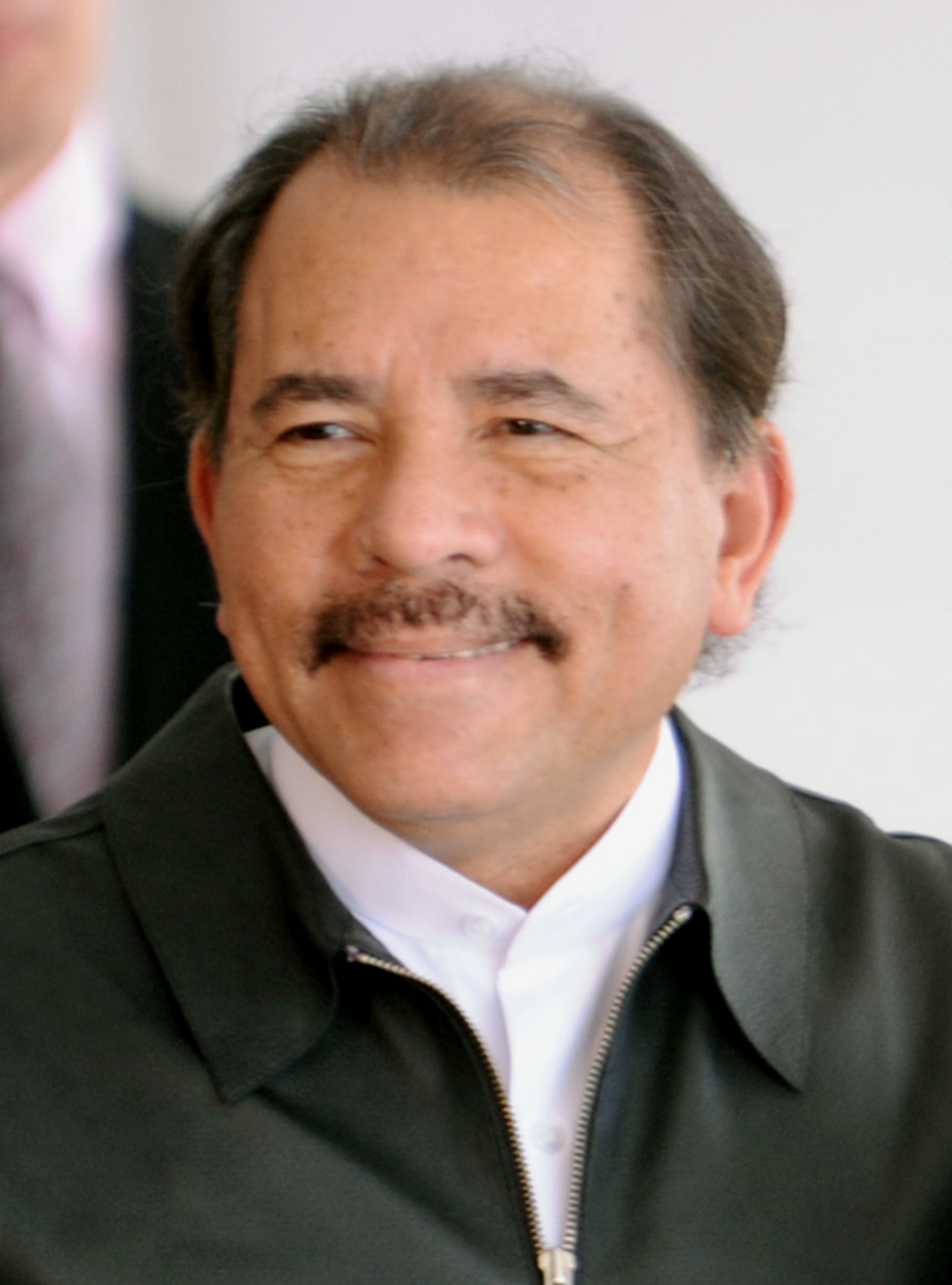
Діючий Президент, очільник комуністичної хунти Данієль Ортега

- У 1997—2002 роках президентом був Арнольдо Алеман, а у 2002—2007 — Енріке Боланьйос.
- Законодавчі та президентські вибори відбулися 5 листопада 2006 року. Ортега повернувся на посаду президента з 37,99% голосів. Цього відсотка було достатньо для повної перемоги на президентських виборах через зміну у виборчому законодавстві, яка знизила відсоток, що вимагав проведення другого туру виборів, з 45% до 35% (з перевагою у 5%).[5]   В листопаді 2006 році президентом стає Данієль Ортега Сааведра, який 16 років перебував у лівій опозиції. Він набрав на виборах 38,07 % голосів.Перед загальними виборами 5 листопада 2006 року Національна асамблея прийняла законопроект, який ще більше обмежив аборти в Нікарагуа.[6] В результаті Нікарагуа стала однією з п'яти країн світу, де аборти заборонені без жодних винятків.[7]
- У 2009 році Верховний суд скасовує обмеження на кількість президентських термінів. Дане рішення не проходить затвердження в парламенті, що викликає протести опозиційної Незалежної ліберальної партії. Опозиція звинувачує президента Ортегу в намірі довічно залишатися при владі. В 2010 році формується підпільна боротьба проти повноважень Ортеги. В 2011 та повторно в 2016 роках Ортега знову переобирається на пост президента.[8]

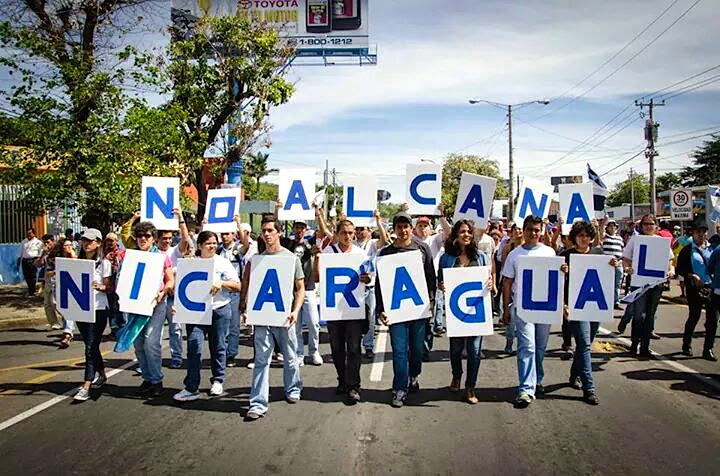
2014-18 Нікарагуанські протести

- 2014-18 Нікарагуанські протестиЗагальні вибори в Нікарагуа 2011 року призвели до переобрання Ортеги з переконливою перемогою в 62,46% голосів виборців. У 2014 році Національна асамблея схвалила зміни до конституції, що дозволили Ортезі балотуватися на третій термін поспіль [9].
- У листопаді 2016 року Ортега був обраний на третій термін поспіль (четвертий загалом). Спочатку міжнародне спостереження за виборами було заборонено, і в результаті дійсність виборів була оскаржена, але в жовтні було оголошено про спостереження з боку ОАД [10][11]. Нікарагуанські виборчі органи повідомили, що Ортега отримав 72% голосів. Однак Широкий фронт за демократію (FAD), який закликав до бойкоту виборів, стверджував, що 70% виборців утрималися (в той час як члени виборчих комісій заявляли про 65,8% участі) [12].
- У квітні 2018 року відбулися демонстрації на знак протесту проти указу про підвищення податків і скорочення пільг у пенсійній системі країни. Місцеві незалежні пресові організації задокументували щонайменше 19 загиблих і понад 100 зниклих безвісти у подальшому конфлікті.[13]  Репортер NPR поспілкувався з протестувальниками, які пояснили, що хоча початковим питанням була пенсійна реформа, повстання, які поширилися по всій країні, відображають багато невдоволень часом перебування уряду на посаді, і що боротьба йде за те, щоб президент Ортега та його віце-президент, його дружина, пішли у відставку.  З 18 квітня 2018 році тривають масові протести проти реформи соціального захисту. Демонстранти вимагають відставки Даніеля Ортеги. Внаслідок сутичок станом на другу половину травня загинуло понад 70 осіб[14].  Протести почалися проти підвищення податків та пенсійної реформи, але перетворилися у масовий рух проти президента, колишнього комуніста Даніеля Ортеги та його дружини Росаріо Мурільо, яких звинувачують у спробі встановити диктатуру. Пан Ортега вже керував Нікарагуа за підтримки СРСР у 1980-ті роки[14]. На тлі протестів ЗМІ публікують фото порожніх полиць у супермаркетах[15]. 24 квітня 2018 року відзначився день найбільшого опозиційного маршу Сандіністської партії. 2 травня 2018 року студентські лідери університетів зробили публічну заяву, в якій дали уряду сім днів на призначення дати і часу діалогу, який був обіцяний народу у зв'язку з нещодавніми репресіями. На той же день студенти запланували ще один мирний марш протесту. Станом на травень 2018 року, за оцінками, кількість загиблих сягала 63 осіб, багато з яких були студентами-протестувальниками, а поранених - понад 400.[16]  Після робочого візиту з 17 по 21 травня Міжамериканська комісія з прав людини прийняла запобіжні заходи, спрямовані на захист членів студентського руху та їхніх сімей, після того, як свідчення показали, що більшість з них зазнали актів насильства та погроз смерті за свою участь.[17]  В останній тиждень травня тисячі людей, які звинувачують пана Ортегу та його дружину в тому, що вони діють як диктатори, приєдналися до відновлення антиурядових мітингів після того, як спроби мирних переговорів залишилися безрезультатними[18]. Відкрите придушення політичного інакомислення та більш мілітаризована поліція розпочалися у квітні 2018 року, але початок репресій був поступовим [19].